# Нидерланды на зимних Олимпийских играх 2010
Нидерланды на зимних Олимпийских играх 2010 представлены 32 спортсменами в четырёх видах спорта.

## Медалисты

### Золото
| Золото |                   |                    |                                  |
| №      | Спортсмены        |                    | Вид спорта (дисциплина)          |
| 1      | Свен Крамер       | Конькобежный спорт | Конькобежный спорт (5000 метров) |
| 2      | Марк Тёйтерт      | Конькобежный спорт | Конькобежный спорт (1500 метров) |
| 3      | Ирен Вюст         | Конькобежный спорт | Конькобежный спорт (1500 метров) |
| 4      | Николин Сауэрбрей | Сноубординг        | Параллельный гигантский слалом   |

### Серебро
| Серебро |                   |                    |                                  |
| №       | Спортсмены        |                    | Вид спорта (дисциплина)          |
| 1       | Аннетте Герритсен | Конькобежный спорт | Конькобежный спорт (1000 метров) |

### Бронза
| Бронза |                   |                    |                                   |
| №      | Спортсмены        |                    | Вид спорта (дисциплина)           |
| 1      | Лаурин ван Риссен | Конькобежный спорт | Конькобежный спорт (1000 метров)  |
| 2      | Боб де Йонг       | Конькобежный спорт | Конькобежный спорт (10000 метров) |

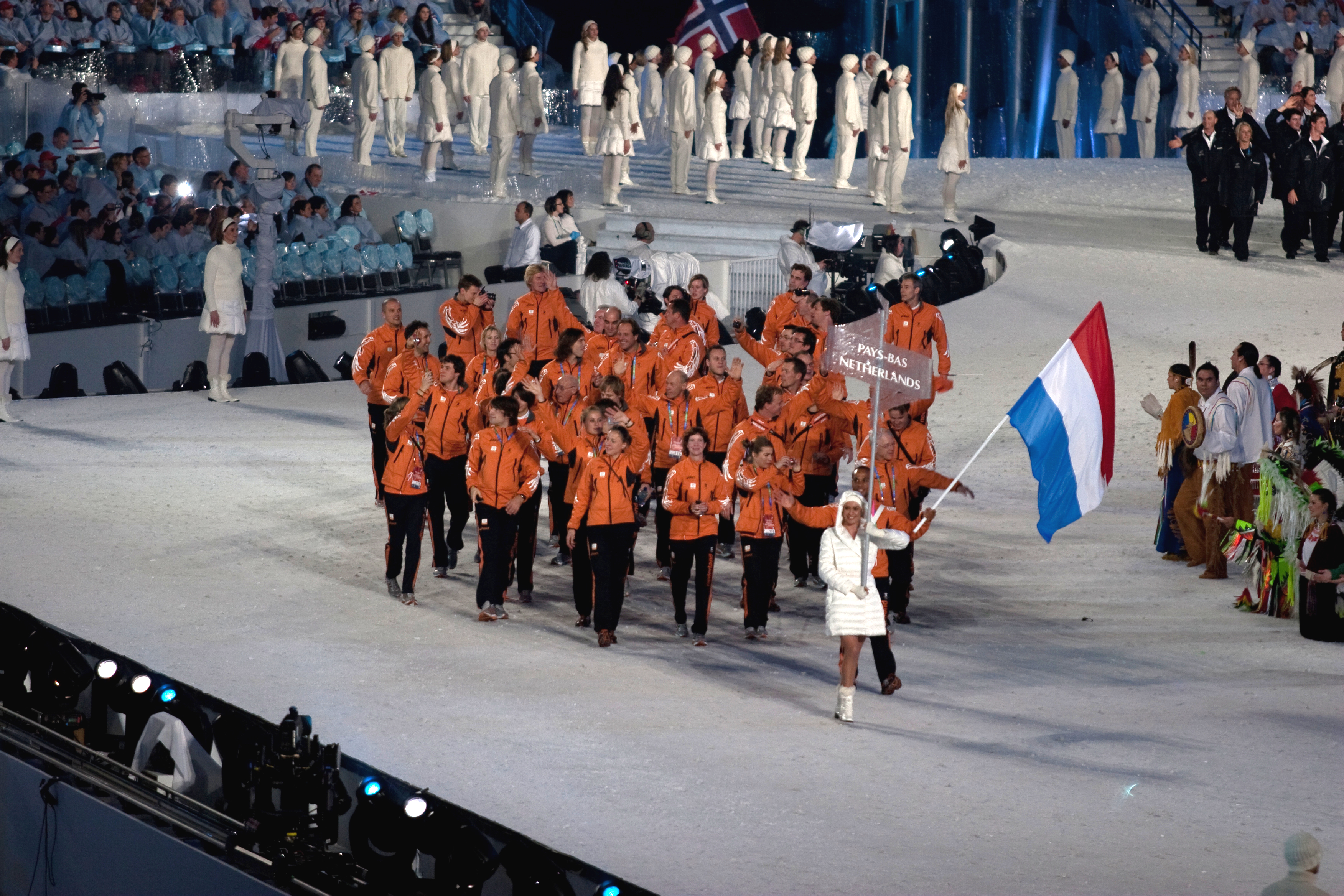
Сборная Нидерландов на открытии Олимпиады

## Результаты соревнований

### Бобслей
Мужчины
| Соревнование | Спортсмены                     | 1 заезд   | 1 заезд | 2 заезд   | 2 заезд | 3 заезд   | 3 заезд | 4 заезд   | 4 заезд | Итоговый результат | Итоговое место |
| Соревнование | Спортсмены                     | Результат | Место   | Результат | Место   | Результат | Место   | Результат | Место   | Итоговый результат | Итоговое место |
| ------------ | ------------------------------ | --------- | ------- | --------- | ------- | --------- | ------- | --------- | ------- | ------------------ | -------------- |
| Двойки       | Эдвин ван Калкер, Сибрен Янсма | 52,37     | 14      | 52,83     | 15      | 52,63     | 17      | 52,62     | 15      | 3:30,45            | 14             |

Женщины
| Соревнование | Спортсмены                 | 1 заезд   | 1 заезд | 2 заезд   | 2 заезд | 3 заезд   | 3 заезд | 4 заезд   | 4 заезд | Итоговый результат | Итоговое место |
| Соревнование | Спортсмены                 | Результат | Место   | Результат | Место   | Результат | Место   | Результат | Место   | Итоговый результат | Итоговое место |
| ------------ | -------------------------- | --------- | ------- | --------- | ------- | --------- | ------- | --------- | ------- | ------------------ | -------------- |
| Двойки       | Эсме Камфёйс, Тине Венстра | 53,81     | 9       | 53,59     | 10      | 54,09     | 12      | 53,65     | 6       | 3:35,14            | 8              |

### Коньковые виды спорта

#### Конькобежный спорт
Мужчины
Индивидуальные гонки
| Соревнование | Спортсмены         | 1 попытка | 1 попытка | 2 попытка | 2 попытка | Результат  | Место |
| Соревнование | Спортсмены         | Результат | Место     | Результат | Место     | Результат  | Место |
| ------------ | ------------------ | --------- | --------- | --------- | --------- | ---------- | ----- |
| 500 метров   | Ян Смекенс         | 35,16     | 12        | 35,051    | 4         | 70,21      | 6     |
| 500 метров   | Роналд Мюлдер      | 35,15     | 11        | 35,146    | 10        | 70,30      | 11    |
| 500 метров   | Симон Кёйперс      | 35,66     | 23        | 35,669    | 20        | 71,33      | 20    |
| 500 метров   | Ян Бос             | 36,149    | 31        | 36,111    | 29        | 72,26      | 29    |
| 1000 метров  | Стефан Гротёйс     |           |           |           |           | 1:09,45    | 4     |
| 1000 метров  | Марк Тёйтерт       |           |           |           |           | 1:09,48    | 5     |
| 1000 метров  | Симон Кёйперс      |           |           |           |           | 1:09,65    | 6     |
| 1000 метров  | Ян Бос             |           |           |           |           | 1:10,29    | 12    |
| 1500 метров  | Марк Тёйтерт       |           |           |           |           | 1:45,57    | 1     |
| 1500 метров  | Симон Кёйперс      |           |           |           |           | 1:46,76    | 7     |
| 1500 метров  | Свен Крамер        |           |           |           |           | 1:47,40    | 13    |
| 1500 метров  | Стефан Гротёйс     |           |           |           |           | 1:48,03    | 16    |
| 5000 метров  | Свен Крамер        |           |           |           |           | 6:14,60 OR | 1     |
| 5000 метров  | Боб де Йонг        |           |           |           |           | 6:19,02    | 5     |
| 5000 метров  | Ян Блокхёйсен      |           |           |           |           | 6:26,30    | 9     |
| 10000 метров | Боб де Йонг        |           |           |           |           | 13:06,73   | 3     |
| 10000 метров | Арьен ван дер Кифт |           |           |           |           | 13:33,37   | 9     |
| 10000 метров | Свен Крамер        |           |           |           |           | DSQ        | —     |

Командная гонка
| Соревнование    | Спортсмены                                              | Четвертьфинал              | Полуфинал                | Финал    | Финал                           | Место |
| Соревнование    | Спортсмены                                              | Соперник Результат         | Соперник Результат       | Название | Соперник Результат              | Место |
| --------------- | ------------------------------------------------------- | -------------------------- | ------------------------ | -------- | ------------------------------- | ----- |
| Командная гонка | Ян Блокхёйсен, Свен Крамер, Симон Кёйперс, Марк Тёйтерт | Швеция · выиграли; 3:46,40 | США · проиграли; 3:43,11 | B        | Норвегия · выиграли; 3:39,95 OR | 3     |

Женщины
Индивидуальные гонки
| Соревнование | Спортсмены        | 1 попытка | 1 попытка | 2 попытка | 2 попытка | Результат | Место |
| Соревнование | Спортсмены        | Результат | Место     | Результат | Место     | Результат | Место |
| ------------ | ----------------- | --------- | --------- | --------- | --------- | --------- | ----- |
| 500 метров   | Маргот Бур        | 38,51     | 4         | 38,365    | 4         | 76,87     | 4     |
| 500 метров   | Тейсье Унема      | 38,892    | 14        | 38,869    | 17        | 77,76     | 15    |
| 500 метров   | Лаурин ван Риссен | 39,30     | 21        | 38,845    | 15        | 78,147    | 19    |
| 500 метров   | Аннетте Герритсен | 97,95     | 36        | 38,709    | 9         | 136,66    | 35    |
| 1000 метров  | Аннетте Герритсен |           |           |           |           | 1:16,58   | 2     |
| 1000 метров  | Лаурин ван Риссен |           |           |           |           | 1:16,72   | 3     |
| 1000 метров  | Маргот Бур        |           |           |           |           | 1:16,94   | 6     |
| 1000 метров  | Ирен Вюст         |           |           |           |           | 1:17,28   | 8     |
| 1500 метров  | Ирен Вюст         |           |           |           |           | 1:56,89   | 1     |
| 1500 метров  | Маргот Бур        |           |           |           |           | 1:58,10   | 4     |
| 1500 метров  | Аннетте Герритсен |           |           |           |           | 1:58,46   | 7     |
| 1500 метров  | Лаурин ван Риссен |           |           |           |           | 1:59,79   | 17    |
| 3000 метров  | Ирен Вюст         |           |           |           |           | 4:08,09   | 7     |
| 3000 метров  | Ренате Груневолд  |           |           |           |           | 4:11,25   | 10    |
| 3000 метров  | Диане Валькенбург |           |           |           |           | 4:11,71   | 11    |
| 5000 метров  | Йорин Ворхёйс     |           |           |           |           | 7:13,27   | 10    |
| 5000 метров  | Элма де Врис      |           |           |           |           | 7:16,68   | 11    |

Командная гонка
| Соревнование    | Спортсмены                                                    | Четвертьфинал                 | Полуфинал          | Финал    | Финал                       | Место |
| Соревнование    | Спортсмены                                                    | Соперник Результат            | Соперник Результат | Название | Соперник Результат          | Место |
| --------------- | ------------------------------------------------------------- | ----------------------------- | ------------------ | -------- | --------------------------- | ----- |
| Командная гонка | Ренате Груневолд, Йорин Ворхёйс, Диане Валькенбург, Ирен Вюст | Германия · проиграли; 3:03,38 |                    | C        | Канада · проиграли; 3:02,04 | 6     |

#### Шорт-трек
Мужчины
| Соревнование | Спортсмены    | Отборочный раунд | Отборочный раунд | Четвертьфинал | Четвертьфинал | Полуфинал | Полуфинал | Финал     | Финал     | Финал     | Итоговое место |
| Соревнование | Спортсмены    | Результат        | Место            | Результат     | Место         | Результат | Место     | Название  | Результат | Место     | Итоговое место |
| ------------ | ------------- | ---------------- | ---------------- | ------------- | ------------- | --------- | --------- | --------- | --------- | --------- | -------------- |
| 500 метров   | Нилс Керстолт | 42,180           | 2                | 42,128        | 4             | не прошёл | не прошёл | не прошёл | не прошёл | не прошёл | 16             |
| 500 метров   | Сьинки Кнегт  | 44,448           | 4                | не прошёл     | не прошёл     | не прошёл | не прошёл | не прошёл | не прошёл | не прошёл | 28             |
| 1000 метров  | Сьинки Кнегт  | 1:25,449         | 2                | 1:26,176      | 3             | не прошёл | не прошёл | не прошёл | не прошёл | не прошёл | 11             |
| 1500 метров  | Сьинки Кнегт  |                  |                  | 2:14,862      | 2             | 2:13,870  | 5         | не прошёл | не прошёл | не прошёл | 14             |
| 1500 метров  | Нилс Керстолт |                  |                  | 2:46,222 ADV  | 5             | 2:16,352  | 7         | не прошёл | не прошёл | не прошёл | 20             |

Женщины
| Соревнование | Спортсмены                                                                    | Отборочный раунд | Отборочный раунд | Четвертьфинал | Четвертьфинал | Полуфинал | Полуфинал | Финал     | Финал     | Финал     | Итоговое место |
| Соревнование | Спортсмены                                                                    | Результат        | Место            | Результат     | Место         | Результат | Место     | Название  | Результат | Место     | Итоговое место |
| ------------ | ----------------------------------------------------------------------------- | ---------------- | ---------------- | ------------- | ------------- | --------- | --------- | --------- | --------- | --------- | -------------- |
| 500 метров   | Аннита ван Дорн                                                               | 44,751           | 3                | не прошла     | не прошла     | не прошла | не прошла | не прошла | не прошла | не прошла | 20             |
| 500 метров   | Йорин тер Морс                                                                | 45,120           | 3                | не прошла     | не прошла     | не прошла | не прошла | не прошла | не прошла | не прошла | 23             |
| 500 метров   | Лисбет Мау Асам                                                               | 45,135           | 4                | не прошла     | не прошла     | не прошла | не прошла | не прошла | не прошла | не прошла | 26             |
| 1000 метров  | Аннита ван Дорн                                                               | 1:31,516         | 2                | 1:32,067      | 3             | не прошла | не прошла | не прошла | не прошла | не прошла | 11             |
| 1000 метров  | Лисбет Мау Асам                                                               | DSQ              | —                | не прошла     | не прошла     | не прошла | не прошла | не прошла | не прошла | не прошла | 29             |
| 1000 метров  | Йорин тер Морс                                                                | DSQ              | —                | не прошла     | не прошла     | не прошла | не прошла | не прошла | не прошла | не прошла | 29             |
| Эстафета     | Лисбет Мау Асам, Йорин тер Морс, Аннита ван Дорн, Майке Вос, Санна ван Керхоф |                  |                  |               |               | 4:16,520  | 3         | B         | 4:16,120  | 1         | 4              |

### Сноубординг
Мужчины
| Соревнование | Спортсмены       | Квалификация | Квалификация | Квалификация | Полуфинал | Полуфинал | Полуфинал | Финал     | Финал     | Финал     |
| Соревнование | Спортсмены       | 1 спуск      | 2 спуск      | Место        | 1 спуск   | 2 спуск   | Место     | 1 спуск   | 2 спуск   | Место     |
| ------------ | ---------------- | ------------ | ------------ | ------------ | --------- | --------- | --------- | --------- | --------- | --------- |
| Хафпайп      | Долф ван дер Вал | 14,5         | 11,8         | 18           | не прошёл | не прошёл | не прошёл | не прошёл | не прошёл | не прошёл |

Женщины
| Соревнование                   | Спортсмены        | Квалификация | Квалификация | Квалификация | Квалификация | 1/8 финала                            | Четвертьфинал                        | Полуфинал                          | Финал                                   | Место |
| Соревнование                   | Спортсмены        | 1 спуск      | 2 спуск      | Всего        | Место        | Соперник Результат                    | Соперник Результат                   | Соперник Результат                 | Соперник Результат                      | Место |
| ------------------------------ | ----------------- | ------------ | ------------ | ------------ | ------------ | ------------------------------------- | ------------------------------------ | ---------------------------------- | --------------------------------------- | ----- |
| Параллельный гигантский слалом | Николин Сауэрбрей | 41,04        | 42,14        | 1:23,18      | 2            | Изабелла Лабёк (GER) выиграла; −17,98 | Клаудия Риглер (AUT) выиграла; −0,30 | Селина Йёрг (GER) выиграла; −51,50 | Екатерина Илюхина (RUS) выиграла; −0,23 | 1     |